# Къща музей на Едгар Алън По (Ню Йорк)
Къщата на Едгар Алън По (на английски: The Edgar Allan Poe Cottage, понякога просто Къщата на По) е дом на американския писател и поет Едгар Алън По.
Сградата се намира в Бронкс, Ню Йорк. Смята се, че сградата е построена през 1797 г. Семейството на По, което включва Едгар, съпругата му Вирджиния и майка ѝ, се нанася да живее тук през 1846 г.